# Buschia lateriflora
Buschia lateriflora là một loài thực vật có hoa trong họ Mao lương. Loài này được Ovcz. mô tả khoa học đầu tiên năm 1940.